# Фридрих Магнус фон Кастел-Ремлинген
Фридрих Магнус фон Кастел-Ремлинген (на немски: Friedrich Magnus zu Castell-Remlingen) от род Кастел е граф и господар на графство Кастел и Ремлинген (1668 – 1717) и се отличава като генерал-фелдмаршал в турските войни и в испанската наследствена война.

## Биография
Роден е на 6 октомври 1646 година в Ремлинген. Той е син, седмо дете, на граф Волфганг Георг фон Кастел-Ремлинген (1610 – 1668) и съпругата му графиня София Юлиана фон Хоенлое-Валденбург-Пфеделбах (1620 – 1682), дъщеря на граф Лудвиг Еберхард фон Хоенлое-Валденбург-Пфеделбах († 1650) и Доротея фон Ербах († 1643).
Фридрих Магнус следва в университета в Тюбинген. След смъртта на баща му през 1668 г. Фридрих Магнус става управляващ граф на Кастел заедно с по-големия си брат Волфганг Дитрих фон Кастел-Ремлинген (1641 – 1709). Двамата братя разделят територията, Фридрих Магнус получава частта Ремлинген.
От 1671 г. Фридрих Магнус започва военна кариера и отива на френска военна служба. Той въоръжава в графството своя собствена рота. По заповед на императора през 1673 г. той напуска френската си служба и става през 1674 г. полковник-вахтмайстер на бранденбургски-байройтски полк. Същата година той става католик, за да получи по-високи служби в императорския двор. През 1680 г. отива във Виена и става там императорски камерхер и полковник.
Граф Фридрих Магнус участва също в турските войни. През 1683 г. той се отличава със своя полк при втората обсада на Виена (1683) и участва във всички по-големи битки. Отличава се и в испанската наследствена война и затова през 1694 г. е номиниран на генерал на кавалерията. Накрая той е императорски генерал-фелдмаршал.
От 1703 г., различно от съпругата му, графът не живее в двореца в Ремлинген, а предпочита своя палат в Аугсбург. След смъртта на съпругата му той се жени през 1714 г. за една знатна туркиня, която пленил през походите си на Балканите.
Умира на 17 април 1717 г. в Аугсбург и е погребан в тамошната доминиканска църква.

## Фамилия
Първи брак: на 17 ноември 1678 г. в Йотинген с графиня Сузана Йохана фон Йотинген-Йотинген (* 16 септември 1643; † 28 ноември 1713), дъщеря на граф Йоахим Ернст фон Йотинген-Йотинген (1612 – 1659) и втората му съпруга графиня Анна Доротея фон Хоенлое-Нойенщайн-Глайхен (1621 – 1643). Те имат един син:
- Леополд Фридрих Ернст (* 27 юли 1679, Кирххайм унтер Тек; † 21 август 1702, Ландау, Пфалц)

Втори брак: през 1714 г. с туркинята Мария Анна Августа Фатма († май 1755, Маркдорф). Те нямат деца.